# Miss Marple
Jane Marple, normalment anomenada Miss Marple, és un personatge de ficció que apareix a 12 novel·les d'Agatha Christie i a 20 narracions curtes de la mateixa autora. Miss Marple és una mestra soltera jubilada que viu en un poblet anomenat Saint Mary Mead i des d'on resol misteris com a detectiu aficionada. Juntament amb Hercule Poirot, és un dels personatges més coneguts i estimats de l'autora i ha estat portat a la pantalla en diverses ocasions.
La seva primera aparició va ser en una narració curta publicada al magazine The Sketch  el 1926, "El club del dimarts" que més endavant va esdevenir el primer capítol d'Els tretze problemes (1932) La seva primera aparició a una novel·la va ser a Assassinat a la rectoria, el 1930.

## Personatge
El personatge de Miss Marple està basat en l'àvia de l'autora i les seves amigues, però no hi ha cap explicació definitiva del nom que va utilitzar per a la seva protagonista, Marple. L'explicació més comuna suggereix que el nom va ser pres de l'estació de tren Marple, Stockport, per la qual Christie va passar, o bé, del nom de la família Marple que va viure a Marple Hall, prop de casa de la seva germana Madge a Abney Hall. Agatha Christie atribueix el caràcter del seu personatge a diferents motius; per una banda, com ja s'ha comentat, «Miss Marple era el tipus de dona com algunes de les companyes de la meva àvia Ealing-velles que m'he trobat en tants pobles on vaig anar a viure quan era petita». Però també va néixer de la seva pròpia imaginació, d'un personatge anomenat Caroline Sheppard, que ella havia creat per a La mort de Roger Ackroyd. Quan Michael Morton va fer l'adaptació Roger Ackroyd, va canviar el personatge de Caroline per una dona més jove, aquest canvi no va agradar gens a l'autora i es va proposar donar veu a les dones grans i solteres: Miss Marple havia nascut.
El caràcter de Jane Marple al primer llibre d'aquest personatge, Assassinat a la rectoria, és marcadament diferent del que apareix a les següents novel·les. En aquesta primera aparició és una tafanera alegre però no especialment agradable. Als habitants de St. Mary Mead els agrada però sovint estan cansats de la seva tafaneria i de la seva tendència a veure el pitjor de les persones. En les següents novel·les es torna més moderna i agradable.
Miss Marple no s'ha casat mai i no té parents propers vius. El parent més proper que es coneix és el seu nebot Raymon West, un escriptor d'èxit amb una vida força dissoluta que té cura de la seva tieta, tant econòmicament com de manera afectiva, malgrat que no dona massa importància a les habilitats detectivesques de la seva tia.
Jane Marple resol crims difícils gràcies a la seva agudesa mental i a la seva capacitat d'observació del comportament de les persones. Sant Mary Mead, el poble on ella sempre ha viscut, li dona un ampli ventall d'exemples sobre la mentalitat i les reaccions humanes de manera que qualsevol succés relacionat amb els crims que investiga, té un paral·lelisme amb algun esdeveniment o personatge del poble on viu que acaba sent la clau per resoldre el misteri.
La darrera novel·la en què intervé aquest personatge és Un crim adormit que va ser escrita el 1940, però que no va sortir a la llum fins 36 anys més tard, el 1976, després de la mort de l'autora.
Al llarg de totes les novel·les, Miss Marple és descrita com una dona gran en la majoria dels relats, tot i que a L'Hotel Bertram ella comenta que va estar-hi allotjada quan tenia catorze anys, d'allò en feia seixanta. Exceptuant Un crim adormit, 41 anys han passat des de la primera fins a la darrera novel·la i alguns personatges s'han fet grans. Un exemple és el fill del vicari; a la novel·la Assassinat a la rectoria la dona del vicari està embarassada i més tard a la novel·la El mirall es va trencar de costat a costat es comenta que el fill del vicari ja és gran i està estudiant una carrera

## Novel·les on apareix Miss Marple
1. Assassinat a la rectoria (1930)
2. Un cadàver a la biblioteca (1942)
3. El dit en moviment (1943)
4. S'anuncia un assassinat (1950)
5. El truc dels miralls (1952)
6. Un grapat de sègol (1953)
7. El tren de les 4.50 (1957)
8. El mirall es va trencar de costat a costat (1962)
9. Misteri al Carib (1964)
10. A l'Hotel Bertram (1965)
11. Nemesis (1971)
12. Un crim adormit (escrit el 1940, publicat el 1976)

## Històries curtes on apareix Miss Marple
- El club dels dimarts història curta on apareix per primera vegada. (1926)
- Els tretze problemes col·lecció de petites històries (1932)
- Els casos finals de Miss Marple i dues històries més Històries curtes (entre 1939 i 1954, publicades el 1979)

## Llibres sobre Miss Marple
- The Life and Times of Miss Jane Marple—a biography by Anne Hart

## Actrius que li han donat vida en pel·lícules i llargmetratges

### Margaret Rutherford
Malgrat la seva popularitat des de la seva aparició el 1930, Jane Marple va haver d'esperar trenta-dos anys per a la seva primera aparició a la pantalla gran. Quan ho va fer, va ser protagonitzada per Margaret Rutherford i van ser portades a la pantalla en format de comèdia lleugera de manera que es van tornar molt populars però una mica decebedores per a Christie, tot i que va dedicar la novel·la El mirall es va trencar de costat a costat a l'actriu.
Murder, She said (1961) va ser la primera de les quatre produccions de MGM protagonitzada per la britànica Rutherford. Va presentar el caràcter d'una dona gran, atrevida, de fort caràcter i extravagant. Força diferent del caràcter formal, tranquil i tamisat creat a les novel·les. Aquesta primera pel·lícula es basa en la novel·la El tren de les 4:50 i es van produir força canvis en la trama. Per començar no apareix la senyora McGillicuddy i és la mateixa Marple qui veu l'assassinat, així com és ella la que es fa passar per criada per descobrir el crim.
Les altres pel·lícules de Rutherford (totes elles dirigides per George Pollock) van ser: Murder at the gallop (1963), basada en la novel·la Després del funeral (1953) de Poirot.
Murder most foul (1964), basada en la novel·la La Senyora McGinty ha mort (1952) de Poirot.
Murder Ahoy! (1964) que no es basa en cap novel·la de Christie, però apareixen alguns trets de la novel·la El truc dels miralls i una mena d'al·lusió a La ratera.
Rutherford també va aparèixer breument com a Miss Marple a l'aventura de Poirot Els crims de l'alfabet (1965).
La música de les quatre pel·lícules va ser composta i dirigida per Ron Goodwin i es va fer molt popular, encara es pot sentir avui a la ràdio. El mateix tema s'utilitza en les quatre pel·lícules amb lleugeres variacions en cada un.
Rutherford, que tenia 70 anys quan la primera pel·lícula es va fer, va insistir a portar la seva pròpia roba durant el rodatge de la pel·lícula, a més de tenir al seu espòs en la vida real, Stringer Davis, al costat d'ella com al personatge del Sr. Stringer.

### Angela Lansbury
El 1980, Angela Lansbury va interpretar Miss Marple al film El mirall es va trencar de costat a costat (EMI, dirigida per Guy Hamilton) i basada en la novel·la del mateix nom escrita el 1962. la pel·lícula tenia un repartiment estel·lar que incloïa Elizabeth Taylor, Rock Hudson, Geraldine Chaplin, Tony Curtis i Kim Novak entre d'altres. La senyoreta Marple interpretada per Lansbury era una dona fresca, intel·ligent, que es movia amb fermesa i parlava amb un to imperatiu. A diferència de les altres interpretacions del personatge, fumava cigarrets.
Més endavant, Lansbury va protagonitzar, i més tard produir, també, una sèrie per a la televisió anomenada Murder, she wrote que tractava sobre una novel·lista anomenada Jessica Fletcher que també resolia misteris. Es creu que aquest personatge es basa tant en Miss Marple com en la pròpia Christie i fins i tot en un altre personatge d'aquesta mateixa autora, Ariadne Oliver, que apareix en algunes novel·les de Poirot.

### Ita Ever
El 1983 l'actriu de cinema i teatre Ita Ever va protagonitzar la versió russa de l'adaptació de la novel·la Un grapat de sègol i que es va titular El secret de les merles.

## Adaptacions per a televisió
America TV va emetre la primera dramatització d'una de les aventuras de Miss Marple, interpretada per l'actriu britànica Gracie Fields el 1956 i produïda per Googyear TV Playhouse, basada en la novel·la "S'Anuncia un assassinat".
El 1970, Inge Langen va realitzar una adaptació per a la televisió d'Alemanya Occidental d'Assassinat a la rectoria
L'actriu Helen Hayes va protagonitzar dues adaptacions més per a la CBS americana; Misteri al Carib i El truc dels miralls amb col·laboració de Sue Grafton en el guió de la primera.
Del 1984 al 1992, la BBC va adaptar totes les novel·les de Miss Marple en un recull titulat Miss Marple i protagonitzada per l'actriu Joan Hickson. Ja el 1940, aquesta mateixa actriu va aparèixer a la pel·lícula basada en Cita amb la mort que va veure l'autora de la novel·la Agatha Christie, qui va enviar una nota a Hickson dient: Espero que algun dia et tocarà la meva estimada Miss Marple A més de representar el personatge a la pantalla, Hickson va narrar les seves històries per a àudio llibres.
Llista de pel·lícules en les quals apareix Joan Hickson:
- Un cadàver a la biblioteca (1984)
- S'anuncia un assassinat (1985)
- Un grapat de sègol (1985)
- El dit en moviment (1985)
- Assassinat a la rectoria (1986) - BAFTA nomination
- Un crim adormit (1987)
- A l'hotel Bertram (1987)
- Nemesis (1987) - nominació als Premis BAFTA
- El tren de les 4.50 (1987)
- Misteri al Carib (1989)
- El truc dels miralls (1991)
- El mirall es va trencar de costat a costat (1992)

A partir del 2004, ITV va emetre una sèrie d'adaptacions de les novel·les d'Agatha Christie sota el títol Agatha Christie's Marple. Geraldine McEwan va actuar en les tres primeres temporades, i en la quarta se'n va fer càrrec Julia McKenzie. Les adaptacions són conegudes per canviar trames i personatges dels llibres originals fins i tot utilitzant històries en les que el personatge de Miss Marple no hi participava.
Llista de pel·lícules d'ITV:
- Un cadàver a la biblioteca (2004)
- Assassinat a la rectoria (2004)
- El tren de les 4.50 (2004)
- s'anuncia un assassinat (2005)
- Un crim adormit (2005)
- El dit en moviment (2006)
- By the Pricking of My Thumbs (2006)
- El misteri de Sittaford (2006)
- A l'hotel Bertram (2007)
- Ordeal by Innocence (2007)
- Towards Zero (2008)
- Nemesis (2008)
- Un grapat de sègol (2009)
- Matar és fàcil (2009)
- El truc dels miralls (2009)
- Perquè no li van preguntar a Evans? (2009)
- El mirall es va trencar de costat a costat (2010)
- El secret de Chimneys (2010)
- Els tretze problemes (2010)
- Pale Horse (2010)